# Mont-Saxonnex
Mont-Saxonnex ist eine französische Gemeinde im Département Haute-Savoie in der Region Auvergne-Rhône-Alpes.

## Geographie
Mont-Saxonnex liegt auf 980 m, westlich von Cluses, etwa 31 Kilometer südöstlich der Stadt Genf (Luftlinie). Das Bergdorf erstreckt sich auf einer aussichtsreichen Geländeterrasse südlich des Arvetals rund 500 m über dem Talboden, in den nördlichen Bornes-Alpen (Teil der Savoyer Alpen) am Nordfuß der Chaîne du Bargy, im Faucigny.
Die Fläche des 26,28 km² großen Gemeindegebiets umfasst einen Abschnitt der Bornes-Alpen. Die nördliche Grenze verläuft entlang des Steilhangs unterhalb der Geländeterrasse von Mont-Saxonnex. Von hier erstreckt sich das Gemeindeareal nach Süden und umfasst die Vorsprünge und Höhen im Bereich von Mont-Saxonnex sowie den gesamten oberen Teil des Einzugsgebietes des Bronze, eines Seitenbaches der Arve. Das Tal des Bronze wird im Westen vom Höhenrücken Les Combes (bis 1724 m) und dem Hochplateau beim Col de Cenise, im Süden und Südosten von den schroffen Kalkgipfeln der Chaîne du Bargy flankiert. Die südliche Grenze wird von den Hauptgipfeln dieser Bergkette gebildet, nämlich von West nach Ost die Pointe Blanche (mit 2437 m die höchste Erhebung von Mont-Saxonnex), die Pointe du Midi (2364 m) und der Bargy (2299 m). Auch die westliche Hälfte des Bergsees Lac Bénit am Fuß der Chaîne du Bargy gehört zur Gemeinde.

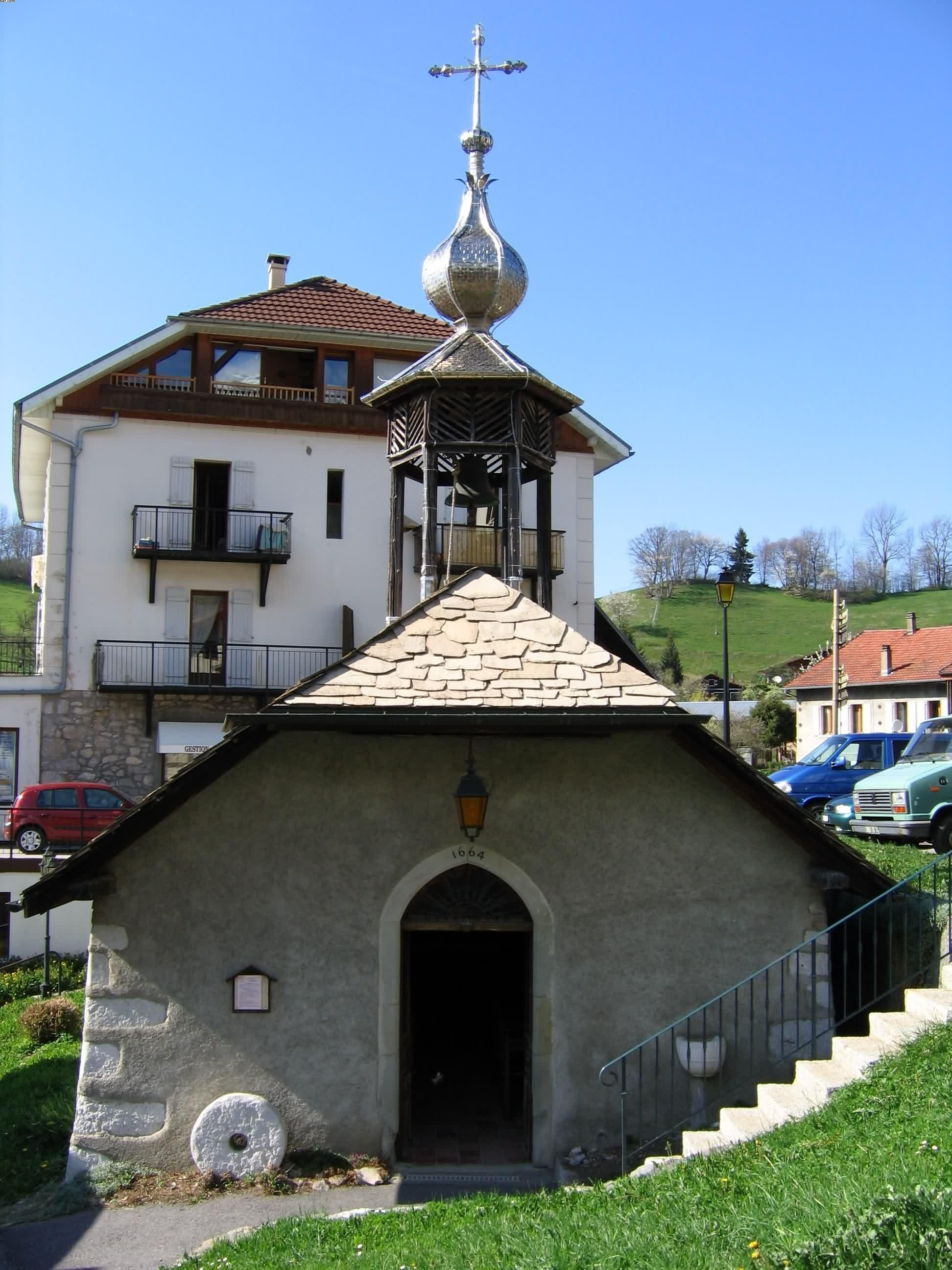
Kapelle von Pincru

Zu Mont-Saxonnex gehören neben dem eigentlichen Dorf auch verschiedene Siedlungen und Weiler sowie zahlreiche Ferienhäuser und Gehöfte, darunter:
- Pincru (950 m) in einer Mulde am Bronze
- La Balme (840 m) auf einer Terrasse über dem Arvetal
- Chamoules (810 m) auf einer Terrasse über dem Arvetal
- Le Bourgeal (1050 m) auf der Terrasse von Mont-Saxonnex
- Alloup (1060 m) auf einem Vorsprung oberhalb von Marnaz
- Mollesule (1250 m) am Bronze am Fuß der Chaîne du Bargy

Nachbargemeinden von Mont-Saxonnex sind Bonneville und Vougy im Norden, Marnaz im Osten, Le Reposoir im Süden sowie Glières-Val-de-Borne und Brizon im Westen.

## Geschichte
Die Pfarrei Mont-Saxonnex wurde im 12. Jahrhundert gegründet. Erstmals wird der Ort im Jahr 1298 unter dem Namen Mons de Sersunay erwähnt. Dieser Name wandelte sich im Lauf der Jahrhunderte über Mont Sersonay (1365), Mont de Sarsonay (1495), Mont Sassonay oder Sassonex (1606) zu Mont Saxonnex (1652). Der Ortsname leitet sich von den lateinischen Wörtern mons saxorum nigrorum (Berg der schwarzen Felsen) ab.
Im Mittelalter gehörte Mont-Saxonnex zur Herrschaft Faucigny. Als Teil der Dauphiné gelangte der Ort 1349 an Frankreich, wurde aber im Vertrag von Paris 1355 in einem Länderabtausch an die Grafen von Savoyen abgegeben. Danach teilte Mont-Saxonnex das Schicksal Savoyens.
Als sich Frankreich im Zweiten Weltkrieg unter deutscher Besatzung befand, setzten Deutsche am 3. Januar 1944 Bauernhöfe und Ställe in der Umgebung von Mont-Saxonnex in Brand, um sich für die Aktionen der Résistance zu rächen.

## Sehenswürdigkeiten
Die Dorfkirche Notre-Dame de l’Assomption steht auf einem Felsvorsprung, der eine eindrückliche Aussicht auf das Arvetal bietet. Sie wurde 1829 an der Stelle eines früheren Gotteshauses im Stil des Neoklassizismus neu erbaut. Die Kapelle in Pincru wurde 1664 errichtet. Ebenfalls erwähnenswert ist die Votivkapelle von La Gouille.

## Bevölkerung
| Jahr                       | 1962 | 1968 | 1975 | 1982 | 1990 | 1999 | 2005 |
| Einwohner                  | 755  | 675  | 625  | 645  | 880  | 1150 | 1477 |
| Quellen: Cassini und INSEE |      |      |      |      |      |      |      |

Mit 1637 Einwohnern (Stand 1. Januar 2022) gehört Mont-Saxonnex zu den kleineren Gemeinden des Département Haute-Savoie. Im Verlauf des 20. Jahrhunderts nahm die Einwohnerzahl aufgrund starker Abwanderung kontinuierlich ab (1901 wurden in Mont-Saxonnex noch 1408 Einwohner gezählt). Seit Beginn der 1980er Jahre wurde jedoch wieder eine deutliche Bevölkerungszunahme verzeichnet. Besonders stark ist das Wachstum der Einwohnerzahl seit 2000, so dass der bisherige Höchststand im Jahr 2005 übertroffen wurde.

## Wirtschaft und Infrastruktur
Mont-Saxonnex war bis weit ins 20. Jahrhundert hinein ein vorwiegend durch die Land- und Alpwirtschaft geprägtes Dorf. Heute gibt es verschiedene Betriebe des Kleingewerbes. Viele Erwerbstätige sind Wegpendler, die in den größeren Ortschaften der Umgebung ihrer Arbeit nachgehen. In den letzten Jahrzehnten hat sich Mont-Saxonnex zu einem Touristenort und Naherholungsziel entwickelt und dadurch einen deutlichen wirtschaftlichen Aufschwung erhalten. Die Gemeinde ist sowohl auf den Sommertourismus als auch auf den Wintertourismus (Bergbahnen und Skilifte) spezialisiert.
Die Ortschaft ist verkehrsmäßig recht gut erschlossen. Mont-Saxonnex ist sowohl von Thuet bei Bonneville als auch von Marnaz erreichbar. Eine weitere Straßenverbindung besteht mit Brizon. Der nächste Anschluss an die Autobahn A40 befindet sich in einer Entfernung von rund 8 km.